# Italochrysa mozambica
Italochrysa mozambica är en insektsart som först beskrevs av Walker 1860.  Italochrysa mozambica ingår i släktet Italochrysa och familjen guldögonsländor. Inga underarter finns listade i Catalogue of Life.